# Vincent Perrot
 (mai 2022).
Si vous disposez d'ouvrages ou d'articles de référence ou si vous connaissez des sites web de qualité traitant du thème abordé ici, merci de compléter l'article en donnant les références utiles à sa vérifiabilité et en les liant à la section « Notes et références ».
Pour les articles homonymes, voir Perrot.
Vincent Perrot, né le 3 août 1965 à Confolens, en Charente, est un journaliste français, animateur de radio et de télévision, également pilote de dragsters et amateur d'histoire du cinéma, spécialiste des musiques de film.
Il a notamment présenté, de 1998 à 2000 puis de 2005 à 2020, l'émission Stop ou encore sur RTL, les samedis et dimanches matins. Depuis 2021, il anime la tranche de la pré-matinale du week-end sur RTL.

## Biographie

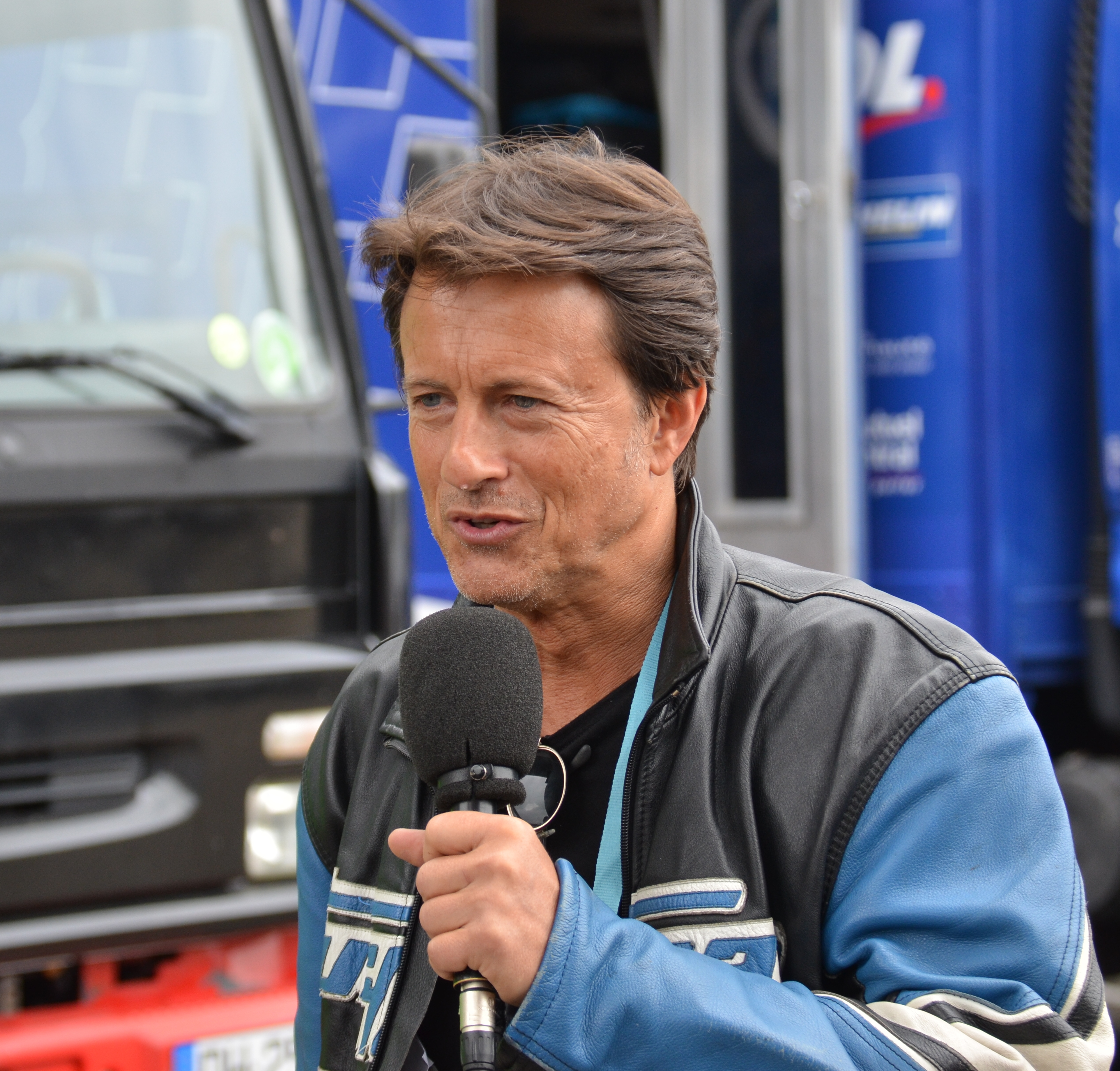
Vincent Perrot aux 24 Heures Moto de 2014.

Son père Marcel Perrot (1913-1976), maire de Confolens, décède alors que Vincent est âgé de 10 ans et demi. Sa mère Marina décide alors de déménager à Limoges.
Il réalise sa première interview d'une célébrité à l'âge de 16 ans pour le compte de FR3-Limoges en interviewant pendant trois heures Arletty. Vincent Perrot écoute Radio France Limoges, station où Jean-Marie Masse anime une émission sur le cinéma et écrit à ce dernier chaque semaine pour dire qu'il ne partage pas ses avis sur les films qu'il présente. Jean-Marie Masse finit par l’inviter à son émission, ce qui marque ses débuts dans l’audiovisuel à 17 ans sur FR3. Par la suite, il présente l'émission Jeans et basket sur FR3 Limoges.
Vincent Perrot accède réellement à la notoriété à la fin des années 1980, en remplaçant Jean Rochefort à la présentation du Disney Channel sur FR3 et en animant les après-midi estivales de la même chaîne dans 40° à l'ombre. Le reste de l'année, il présente successivement On va gagner, avec Cerise, Vincent à l'heure ou Zapper n'est pas jouer, qui lui confèrent une image de gendre idéal. En 1989, toujours sur FR3, il coanime avec Évelyne Pagès et Agnès Vincent l'émission de divertissement pour ado C'est pas juste.
À l'été 1997, il rejoint TF1 pour présenter le jeu Mokshû Patamû, dont le succès ne passe pas l'été. Dès lors, il lui faut quelques années pour retrouver le succès à la télévision : en 1999 avec L'émission des records, puis à nouveau sur France 3 en 2005 avec Un contre tous (adaptation éphémère du jeu belge Septante et un et ancienne version éphémère du jeu 1 contre 100) où il cherchait à casser son image un peu trop lisse, et Tac-O-Tac Gagnant à vie.
À la radio, il est l'un des animateurs de RTL, où il anime Vendredi c'est VIP, le Cékoidon, réalisée par Bernard Gick, puis depuis 1998 l'émission de RTL Stop ou encore. Il participe aussi à l'émission Les Grosses Têtes de Philippe Bouvard sur RTL de 1994 à 2014. En 1996, il est poursuivi puis condamné pour injure à caractère raciste pour des propos tenus dans cette émission,.
En 1998, il devient l'homme le plus rapide du monde en accélération sur 250 m avec 402,8 km/h en dragster. En septembre 2006, il fait ses adieux aux voitures-fusées sur un autre record : 530,69 km/h sur 250 m en départ arrêté,. Il est le fondateur de Perrot Feeler Racing, une écurie de courses automobiles consacrée aux diverses catégories de dragsters[réf. nécessaire].
Le 24 juin 2009, Vincent Perrot produit, présente et réalise l'émission mensuelle Vincent Limites sur la chaîne Motors TV, émission mécanique dédiée à l'extrême sous toutes ses formes[réf. nécessaire].
À partir de l'été 2010, en accord et avec la collaboration active de Jean-Paul Belmondo, il coproduit avec Jeff Domenech et réalise le premier documentaire officiel sur la vie et la carrière de l'acteur. Ce documentaire a été diffusé en prime-time sur France 2 le 17 mai 2011 et en sélection Cannes Classics du Festival de Cannes 2011[réf. nécessaire].
En septembre 2015, il succède à André Torrent et présente les samedis et dimanches Vincent de 5 à 7 sur RTL jusqu'en 2020.
Durant la saison 2020-2021, il anime l'émission RTL Pop Ciné le dimanche après-midi sur RTL consacrée au cinéma[réf. nécessaire].
En septembre 2021, il reprend l'animation de la pré-matinale du week-end sur RTL de 4h30 à 6h du matin.

## Synthèse de ses activités médiatiques et artistiques

### Parcours en radio
- 1994 - 2014 : Sociétaire des Grosses Têtes sur RTL
- 1994 - 1996 : Cékoidon sur RTL[12]
- 1996 - 1998 : Zap Zoom[13]  sur RTL[14]
- 1998 - 2000 : Stop ou encore les samedis et dimanches matins sur RTL
- 1998 - 2005 : Le vendredi c'est VIP sur RTL[15],[16]
- 2005 - 2020 : Stop ou encore les samedis et dimanches matins sur RTL
- 2015 - 2020 : Vincent de 5 à 7 sur RTL
- 2020 - 2021 : RTL Pop Ciné avec Stéphane Boudsocq sur RTL
- Depuis- 2021 : RTL Petit matin le week-end sur RTL (avec la rubrique RTL Pop Ciné) de 4h30 à 6h.

### Télévision
- 1986 : Cherchez la France, FR3
- 1987 :
  - Ciné-Hit, FR3 (avec Caroline Tresca, en fin des mercredis après-midi, jour de sortie des films en France, vers 17 h, une émission en studio d'environ 20 / 30 minutes sur les nouvelles sorties de films et sur le box-office / classement des meilleures entrées depuis le mercredi précédent, avec des extraits et bandes-annonces voire des invités acteurs de ces films et un générique maison au refrain chanté « Ciné Hit, ciné Hit, cinéma vite vite »)
  - 40° à l'ombre, FR3
  - Nous sommes tous des Pères-Noël, FR3
- 1987-1988 : Le Disney Channel, FR3
- 1988 :
  - Les Aventures de Winnie l'ourson (série TV), narrateur, FR3
  - On va gagner, FR3
  - Recherche Liza Minnelli... désespérément, FR3
  - Sur la piste de Daniel Balavoine FR3
- 1989-1991 : C'est pas juste, FR3
- 1989-1994 : 40° à l'ombre, FR3 et France 3
- 1990 : La Nuit des 15 ans de Antenne 2 et FR3 (coanimation avec Michel Drucker et Caroline Tresca)
- 1990-1993 : Zapper n'est pas jouer, FR3 puis France 3
- 1991 : Cap vers l'espace (avec Patrick Baudry), FR3
- 1992 : Ce soir à Las Vegas, France 3
- 1993-1994 La Fièvre de l'après-midi, France 3
- 1994 :
  - Attention magie, France 3
  - Questions pour un champion (animation pendant quelques jours seulement en remplacement de Julien Lepers)
- 1994-1995 :
  - Spéciale David Copperfield, France 3
  - Les Grosses Têtes, de Philippe Bouvard, TF1
  - Vincent à l'heure, France 3
- 1995 : Autour du Tour de France, France 3
- 1997 : Mokshû Patamû, TF1
- 1997-1998 :La grande débrouille, TF1
- 1999 : La Nuit du partage avec l’Abbé Pierre, TF1
- De 1999 à 2002 : L'émission des records, TF1
- 2001 : L'Été des records, TF1
- Tac O Tac, gagnant à vie de 2004 à 2006 sur France 3, puis en 2007 pendant 4 mois sur NT1
- 2005 : Un contre tous, France 3
- 2007 : Le journal du Festival de Cannes, TMC
- En 2009 et jusqu'à la fin de la chaîne : Vincent Limites, Motors TV
- De 2009 à 2014 : Les Grosses Têtes de Philippe Bouvard, Paris Première
- Seriez-vous un bon expert ? animé par Julien Courbet, France 2 : expert cinéma
- Janvier 2020 : Deux heures de rire et de direct présenté par Stéphane Bern et Bruno Guillon, France 2
- 2020 :
  - Touche pas à mon poste ! animée par Cyril Hanouna, C8
  - TPMP ! ouvert à tous (C8)
  - Pop Cinoche, sur Youtube

### Vidéographie, comme producteur et réalisateur
- La passion des records en dragsters, 1 DVD région 2, Sony/BMG? 2000
- Compositeurs/réalisateurs, dialogue impossible?, 2002
- À l'écoute de Jean-Luc Godard (images + son = 7 fragments), Cinécinéma Classic, 2007
- En apesanteur avec Jean-François Clervoy, CNES/Novespace, 2008
- Le dernier record (réalisation Pierre Barnérias), Chaine Planète/ABMoteurs/MotorsTV, 2008
- Au cœur de la Patrouille de France, Chaine Planète/MotorsTV, 2009
- Baptême à la Patrouille de France, Chaine Planète/MotorsTV, 2009
- Francis Lai, un univers musical, Cinecinéma Classic, 2010
- Belmondo, itinéraire…, France 2/DVD France Télévisions Distribution, 2011
- Belmondo, Cannes 2011, DVD France Télévisions Distribution, 2011
- Maestro Morricone, il était une fois en France, Ciné+ Classic, diffusion septembre 2012
- Rémy Julienne, une vie en cascades, diffusion décembre 2013
- Aznavour, viens voir le comédien, diffusé en 2014 sur France 5.

### Publications
- Vincent Perrot, Accroche-toi, petit, Paris, Zélie, 1993, 193 p. (ISBN 978-2-84069-031-3, OCLC 464217900)
- Vincent Perrot (préf. Jean-Paul Belmondo et Jean Marais), Action! : cascades et cascadeurs à l'écran, Paris, Dreamland éditions, 1999, 256 p. (ISBN 978-2-910027-44-5, OCLC 43060002)
- Vincent Perrot (préf. Boris Bergman), B.O.F. : musiques et compositeurs du cinéma français, Paris, Dreamland, 2002, 303 p. (ISBN 978-2-910027-93-3, OCLC 51263871)
- Vincent Perrot, Georges Delerue : de Roubaix à Hollywood, Chatou New York, Carnot, coll. « Musique & cinéma », 2004, 253 p. (ISBN 978-2-84855-080-0 et 978-2-848-55100-5, OCLC 845853788)
- Vincent Perrot et Didier Audebert, Moi, gendre idéal, Monaco Paris, Éditions du Rocher, 2006, 351 p. (ISBN 978-2-268-06007-1, OCLC 469867737)
- Vincent Perrot (photogr. Denis Boussard), No limits : records de vitesse à Bonneville Salt Lake, Paris, EPA, 2007, 204 p. (ISBN 978-2-85120-657-2, OCLC 470938731)
- Vincent Perrot, La patrouille de France, Paris, EPA, 2008, 183 p. (ISBN 978-2-85120-688-6, OCLC 799707199)
- Vladimir Cosma, Vladimir Cosma : comme au cinéma : entretiens avec Vincent Perrot., S.l, Hors Collection, 2009, 207 p. (ISBN 978-2-258-08118-5, OCLC 717455800)
- Vincent Perrot, Une réplique comique par jour, Paris, Chêne, 2009, 365 p. (ISBN 978-2-8123-0125-4, OCLC 690669117)
- Une réplique qui tue par jour, Paris, Chêne, coll. « Cinéma », 2009, 365 p. (ISBN 978-2-8123-0124-7, OCLC 465087665)
- Vincent Perrot, Une réplique amoureuse par jour, Paris, Chêne, coll. « Cinéma », 2010, 365 p. (ISBN 978-2-8123-0151-3, OCLC 718288030)
- Vincent Perrot, Irrésistible Brando : biographie, Paris, YB éd, 2010, 160 p. (ISBN 978-2-35537-046-5, OCLC 718009488)